# Erik King
Erik King, né le 21 avril 1963 à Washington DC (États-Unis), est un acteur connu particulièrement pour les séries Kindred : Le Clan des maudits et Dexter.

## Filmographie
- 80's : Sliders : Young Singer - S2 E8
- 1989 : Outrages : Caporal Brown
- 1991: Contretemps (mini-série) :Burton
- 1992 : Telemaniacs (Stay Tuned)
- 1993-1994 : Missing Persons : Détective Bobby Davison
- 1996 : Kindred : Le Clan des maudits : Sonny Toussaint (feuilleton)
- 2001 : Oz : Moses Deyell (série télévisée)
- 2001 : Les Experts : Miami : Detective Fenwick (Saison 1 épisode 4)
- 2003 : Charmed : Dex (Saison 5 épisode 11)
- 2004 : Malcolm : Agent Stone (Saison 5 épisode 21)
- 2004 : Benjamin Gates et le Trésor des Templiers (National Treasure) : Agent Colfax (film)
- 2006-2007 : Dexter : James Doakes (série télévisée), saisons  1 et 2
- 2011 : Born to Race : M. Briggs
- 2012 : Dexter : James Doakes (série télévisée), saison 7
- 2016 : Banshee : Dr. Tim Hubbarb (saison 4)
- 2025: Dexter: Resurrection: James Doakes